# Октогон (станция метро)
«Октогон» (венг. Oktogon) — станция Будапештского метрополитена на линии M1 (жёлтой).

## История
Станция «Октогон» была открыта 2 мая 1896 года в составе первой линии Будапештского метрополитена, которая также стала первой в континентальной Европе.
Получила наименование по названию площади Октогон. В 1950—1990 годах называлась «Площадь 7 Ноября».
Дважды была реконструирована — в 1973 и 1995 годах.
В 2002 году была включена в список всемирного наследия ЮНЕСКО вместе с другими природными и городскими объектами Будапешта.

## Расположение
Станция расположена на площади Октогон в VI районе Будапешта между станциями «Опера» и «Вёрёшмарти утца».
«Октогон» — колонная станция мелкого заложения. На станции есть два пути с платформами, каждая из них имеет отдельный выход на улицу.

## Галерея

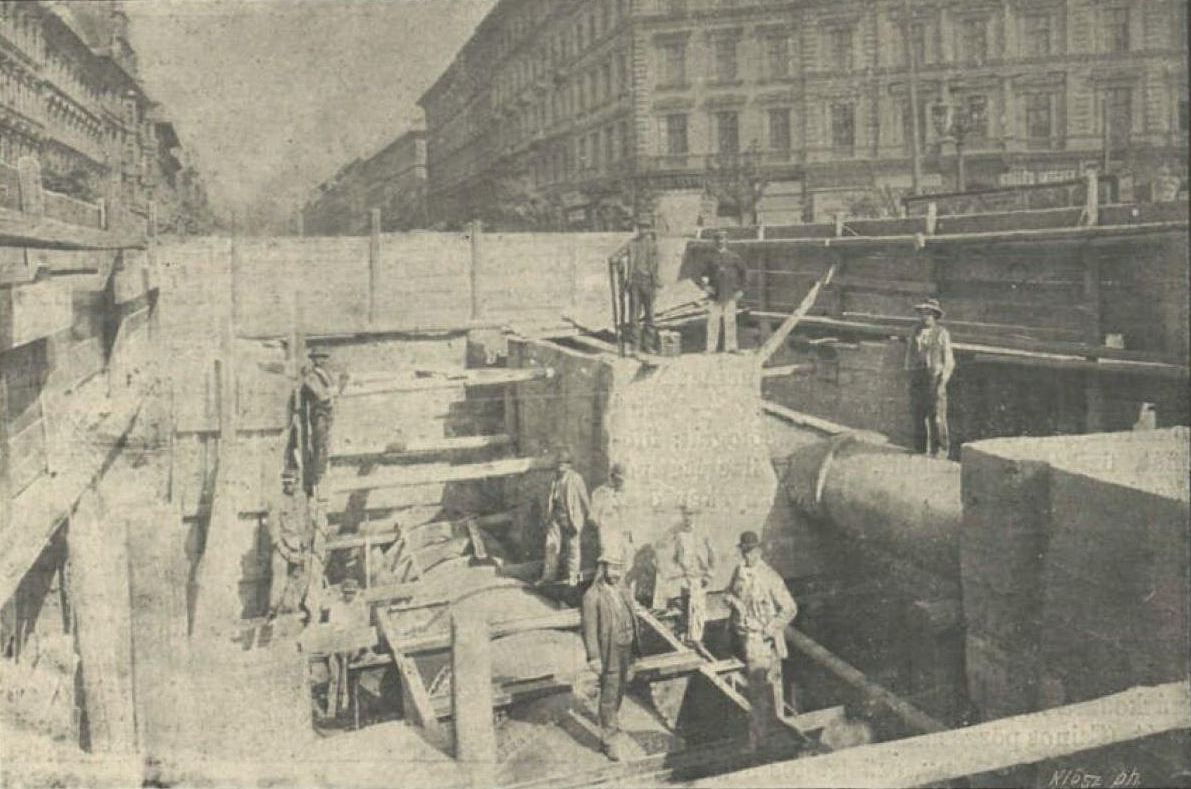
Строительство станции в 1896 году
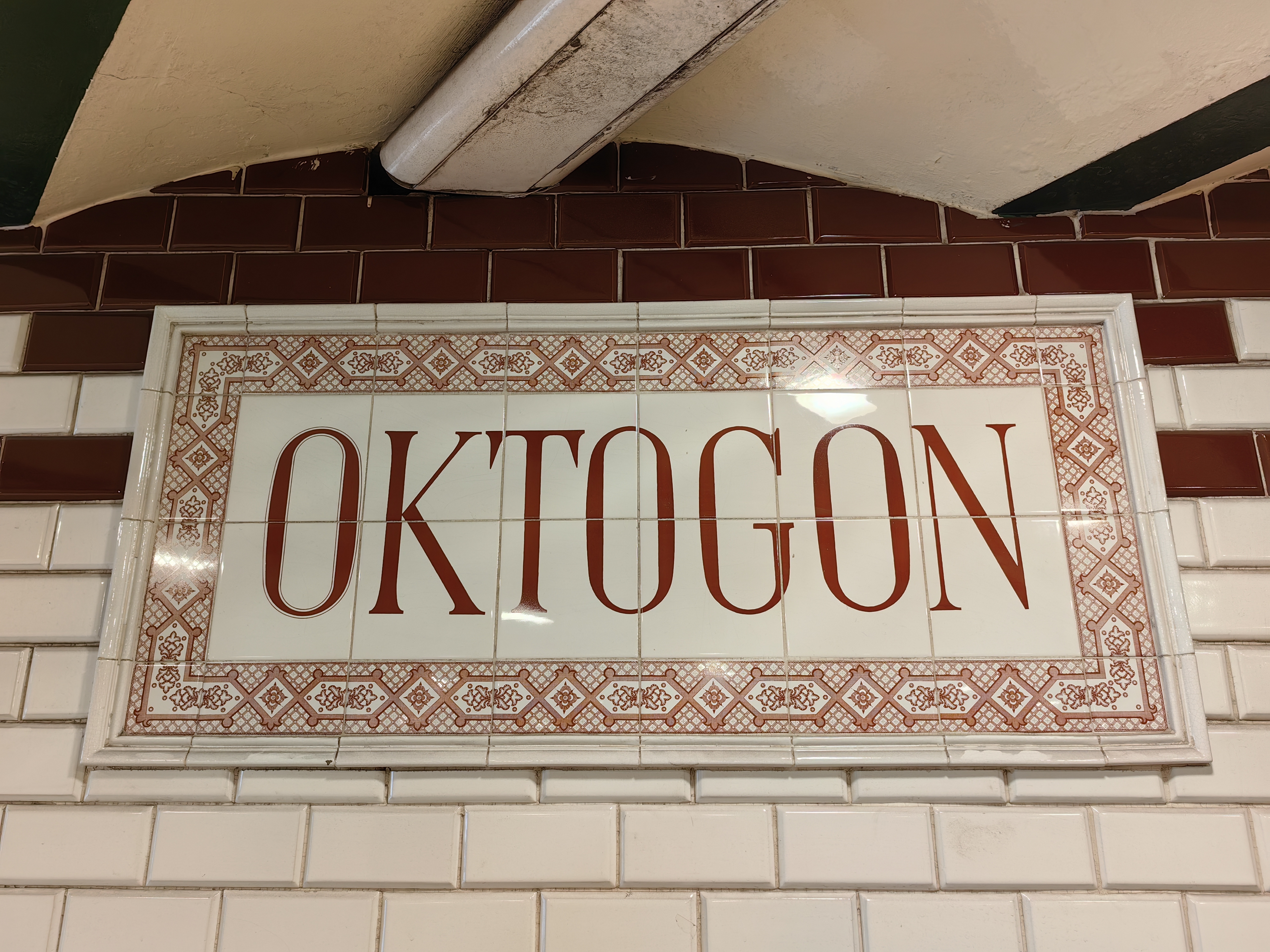
Табличка с названием станции
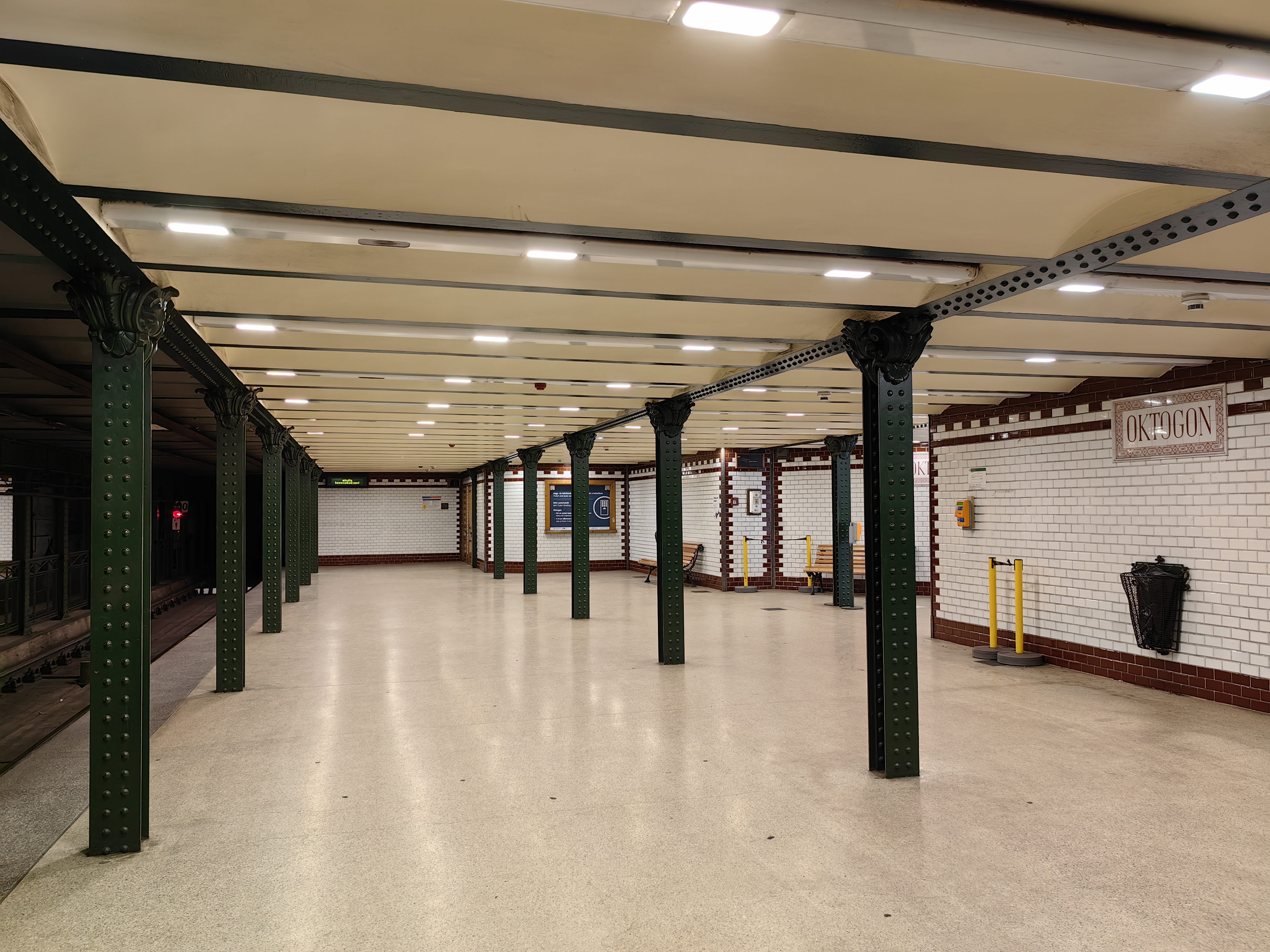
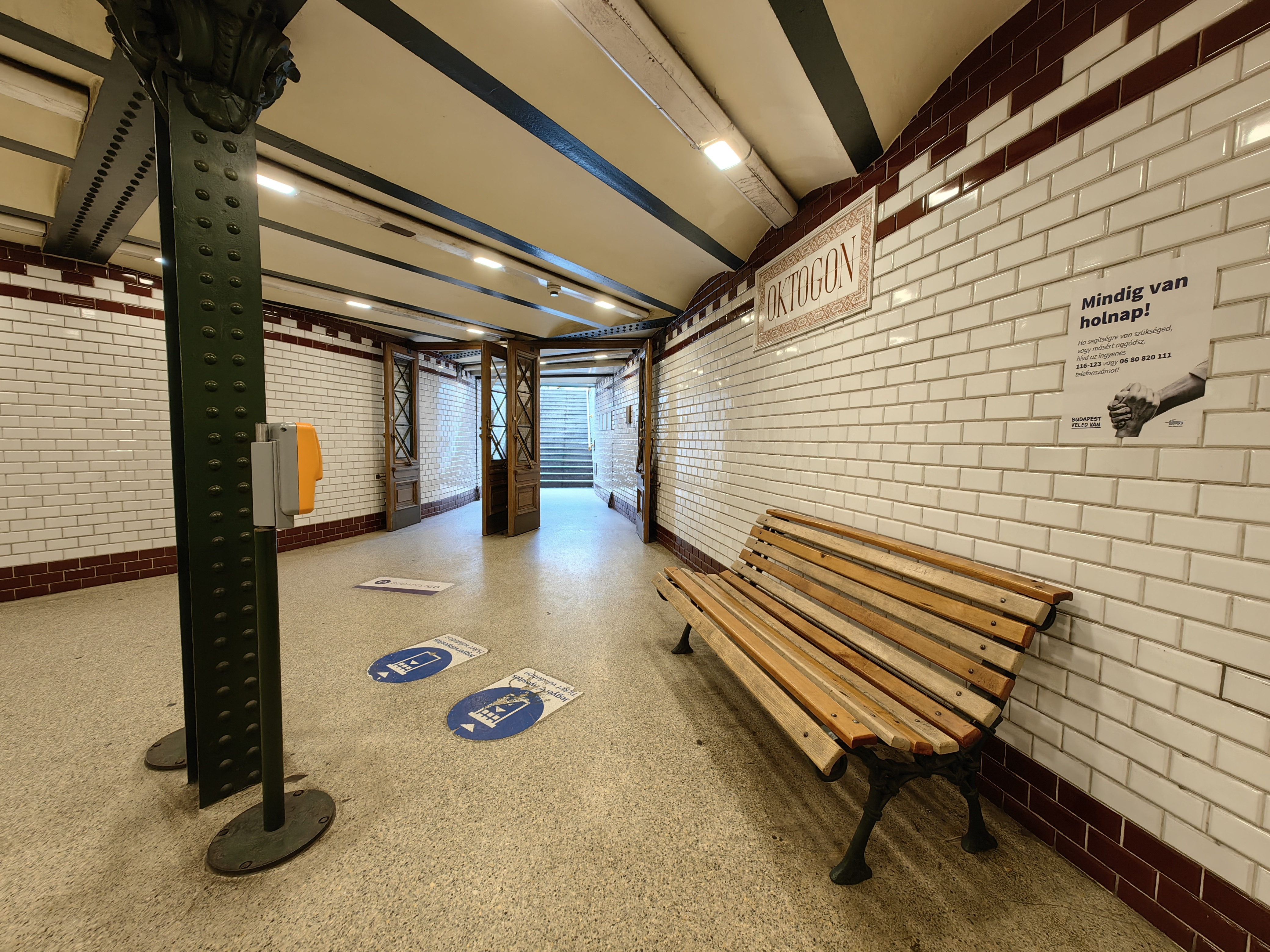